# Robert R. McCrae
Robert R. McCrae   (Maryville, 28 d'abril de 1949) és un psicòleg de la personalitat. Va obtenir el seu doctorat. el 1976, i va treballar a l'Institut Nacional de l'Envelliment. Està associat a la teoria dels cinc factors de la personalitat. Ha dedicat la seva carrera estudiant l'estabilitat de la personalitat a través de l'edat i la cultura. Juntament amb Paul Costa, és coautor del Revised NEO Personality Inventory . Ha estat membre dels consells editorials de moltes revistes acadèmiques, com ara el Journal of Personality and Social Psychology, el Journal of Research in Personality, el Journal of Cross-Cultural Psychology, i el Journal of Individual. Diferències.
| « | La nostra personalitat és el que veritablement som al cor, i és quelcom que compartim amb la humanitat. | » |

## Biografia
El seu nom complet és Robert Roger McCrae. McCrae va néixer a Maryville, Missouri, el 28 d'abril de 1949. És el més jove dels tres fills d'Andrew McCrae i Eloise Elaine McCrae. Va créixer amb un gran interès per les ciències i les matemàtiques. Tot i així, va estudiar filosofia a la Universitat de l'estat de Michigan. Va ser un estudiant de mèrit nacional, però ell no estava del tot feliç amb la metodologia no - empírica i els finals oberts que proporcionava la filosofia com a tal. Quan va acabar la carrera, va decidir estudiar Psicologia, on va descobrir la psicometria de J. Catell. En concret, va interessar-se per l’ús de l’anàlisis factorial.
Un professor seu posava constantment en dubte que els trets de la personalitat fossin fixes, així que McCrae va estar influenciat per aquestes creences. Més tard, va ser enviat a treballar com a assistent a James Fozard, un psicòleg que estudiava el desenvolupament de la personalitat en adults. Quan va acabar aquesta tasca, va ser contractat per Costa on va desenvolupar el qüestionari NEO PI-R.
El 1978 va investigar la qüestió de com s'estructura la personalitat en l'Institut Nacional sobre el Centre d'Investigació en Gerontologia d'Envelliment. En una comunicació personal del 1999, McCrae va escriure « […]qualsevol psicòleg estava preparat per creure que els trets de personalitat són només conjunts de respostes, estereotips o funcions cognitives. Això mai va tenir sentit per mi i la meva experiència de les primeres investigacions que mostren una notable estabilitat en estudis longitudinals va encoratjar la creença que els trets eren reals i duradors». Tot i això, el treball de McCrae en els trets, com que la universitat era una empresa relativament solitària, es va dur a terme en silenci i sense gaire fanfàrria.

## Teoria dels cinc factors
La teoria dels cinc factors té una visió biològica de la personalitat. Afirma que «els trets de personalitat s'interpreten com a tendències bàsiques que estan arrelades en la biologia i que interactuen amb influències externes, inclosa la cultura, en la configuració de les habilitats, hàbits, gustos i valors de l'individu». McCrae creu que la personalitat és un tret biològic, en primer lloc.
A través de la seva investigació va descobrir que cap als 30 anys, el neuroticisme i l'extraversió comencen a disminuir, mentre que l'agradabilitat i la consciència augmenten amb l'edat. L'obertura a l'experiència, però, sembla seguir una forma corba, arribant al màxim cap als 19 anys. Aquests resultats, però, s'apliquen a les persones en conjunt, això no s'aplica específicament a cada individu. El grup en el seu conjunt tendeix a canviar d'aquesta manera al llarg de la vida.

## Obres i estudis
A continuació, una breu introducció als seus estudis i obres que ha escrit a partir d'aquests.

### NEO PI-R
L'instrument més adequat de mesura del model dels Cinc Grans factors de la personalitat és el NEO -PI-R, Revised Neo Personality Inventory (Costa y McCrae, 1992). Està publicat en versió espanyola per TEA Ediciones (3a edició revisada i ampliada, 2008), amb el nom d’inventari de Personalitat NEO Revisat. Aquest model de cinc factors parteix de la base que la personalitat està configurada per cinc factors o dimensions àmplies que indiquen tendències estables i consistents de resposta. Aquest qüestionari avalua els principals factors de la personalitat:
1. Neuroticisme
2. Extraversió
3. Obertura
4. Amabilitat
5. Responsabilitat

Cada factor es compon de sis facetes, mesurades per vuit ítems cadascuna, pel que suma un total de 240 qüestions a respondre en una escala Likert de cinc opcions, en funció del grau d’adherència.
Tot i que aquest instrument ha sigut objecte d'estudi i s'ha vist que mostra unes excel·lents qualitat psicomètriques (que s'han mantingut en l'adaptació espanyola) també té una sèrie de limitacions que és convenient tenir en compte:
- En relació amb la consistència interna, en el manual només es recullen els nivells estimats per les facetes que componen cadascuna de les cinc dimensions del NEO PIR, sent alguns dels valors trobats propers a 0,5

En els estudis de la primera adaptació es va trobar que els coeficients de consistència eren entre 0.82 i 0.90 pels cinc factors; entre 0.35 y 0.76 per les facetes (inadequat <0.60, per 12 de las 30 facetes). En els estudis de la tercer edició els coeficients de consistència estaven entre 0.85 i 0.91 pels cinc factors; entre 0.55 i 0.78 per les facetes (inadequada, <0.60, per 6 de las 30 facetes)
- No s'aporta informació sobre la fiabilitat test-retest. Només es recullen les dades d’un estudi amb una mostra de 31 participants, utilitzant la versió americana del NEO-PI-R
- En el manual no es recullen suficients evidències de validesa, segons els estàndards promulgats per l'APA. No es realitza un anàlisis factorial exploratori a nivell dels ítems ni tampoc es du a terme cap anàlisis factorial confirmatori. A més, no es disposen d'anàlisis sobre el funcionament diferencial dels ítems, ni de dades relacionades amb la validesa predictiva o validesa convergent-discriminant.
- Les referències bibliogràfiques no estan actualitzades. Això indica que cal revisar sistemàticament els estudis fets amb el NEO-PI-R, així com incorporar referències actualitzades que permetin millorar l'ús i interpretacions d'aquest qüestionari.

### Personality in Adulthood
Aquesta obra examina com els trets perdurables de la personalitat afecten en el procés d’envelliment i com formen el curs de la vida de cada individu.
Realitza una revisió crítica de les diferents teories de la personalitat i el desenvolupament d’aquestes en adults. Els autors, expliquen la lògica de l’avaluació científica de la personalitat, l'examinació dels patrons d’estabilitat dels trets de personalitat i com canvien en 30 anys, la incorporació de les dades d’estudis transversals i longitudinals i presenten un model integral de l'estructura dels trets.
Ens parla sobre com recents investigacions longitudinals i transversals, que tracten l'envelliment, han demostrat que els trets de personalitat continuen canviant en l'edat adulta. En aquest article es revisen evidencies del canvi de nivell mig en els trets de personalitat i en les diferències individuals en el canvi durant tota la vida. En els canvis a nivell mig en els trets de personalitat, les persones demostren més confiança en si mateixos amb l'edat (l’autocontrol, l'estabilitat emocional…). Aquests canvis predominen en joves (20-40 anys). Per una altra banda, els canvis a nivell mig en les diferències individuals en els canvis de personalitat durant tota la vida, poden canviar a qualsevol edat, les persones mostren patrons únics de desenvolupament en totes les etapes de la vida i, aquests patrons semblen ser el 
resultat de les experiències de la vida que pertanyen a l'etapa corresponent de la vida.
Al document també exposen un estudi que van realitzar els mateixos autors. En aquest estudi, realitzat amb una mostra de 983 subjectes, els autoinformes i les classificacions van ser recollides mitjançant l’inventari NEO, que mesura les 5 principals dimensions de la personalitat. Es van realitzar anàlisis transversals i longitudinals sobre les dades d’homes i dones d’entre 21 a 96 anys. Aquestes dades van demostrar una evidencia de petits descensos d’activitat, descens de les emocions positives i de l’obertura a l'experiència, aquests resultats poden ser atribuir-se a la maduració, però cap d’aquests efectes es van replicar als anàlisis seqüencials. Les altres 20 escales van mostrar un patró consistent quant als efectes de la maduració. Pel contrari, l'estabilitat retest va ser força alta per a les 5 dimensions en auto-informes. Així doncs, els resultats obtinguts donen suport a la posició de que la personalitat és manté estable després dels 30 anys.
El treball va ser escrit per a estudiants i professionals que busquen una introducció al tema. També ajuda a complementar cursos com el desenvolupament adult, la teoria de la personalitat i la investigació i el desenvolupament de la personalitat.